# Albinaria klemmi
Albinaria klemmi is een slakkensoort uit de familie van de Clausiliidae. De wetenschappelijke naam van de soort is voor het eerst geldig gepubliceerd in 1971 door O. Paget.